# Synidotea littoralis
Synidotea littoralis is een pissebed uit de familie Idoteidae. De wetenschappelijke naam van de soort is voor het eerst geldig gepubliceerd in 1975 door Pires & Moreira.